# Administración de Transporte de Maryland

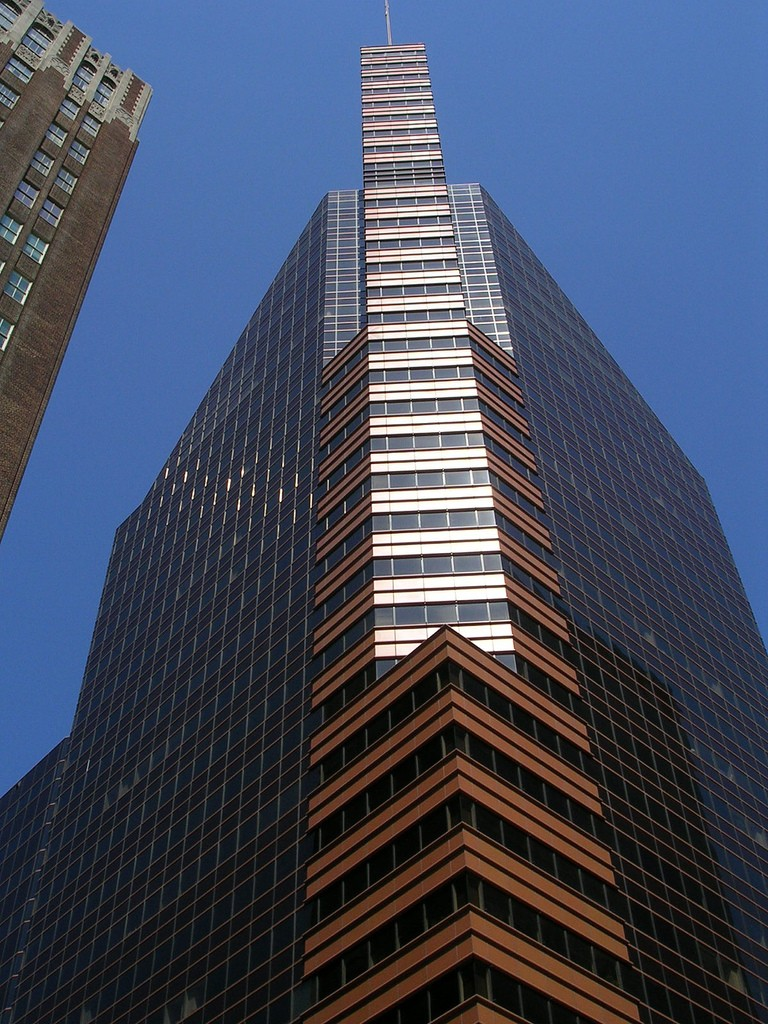
El William Donald Schaefer Tower (EN), la sede de MTA

La Administración de Transporte de Maryland (Maryland Transit Administration, MTA), una parte del Departamento de Transporte de Maryland, es la autoridad de transporte del Estado de Maryland en los Estados Unidos. Tiene su sede en el William Donald Schaefer Tower (EN) en Baltimore. MTA gestiona autobuses locales, autobuses interurbanos, trenes MARC (Maryland Area Regional Commuter), el tranvía eléctrico, el METRO (tren subterráneo) y el servicio Mobility/Paratransit para personas minusválidas.